# Madelief Verelst
Madelief van den Hoff-Verelst (1986) is een voormalig Nederlands actrice.
Ze is bekend van haar enige rol als Madelief in de gelijknamige televisieserie en de daarop volgende film uit 1998, Madelief, krassen in het tafelblad, met onder andere Rijk de Gooyer en Margo Dames. Het personage is bedacht door de Nederlandse auteur Guus Kuijer, die vijf boeken over het ondeugende, kattenkwaad uithalende meisje schreef: respectievelijk Met de poppen gooien, Grote mensen, daar kan je beter soep van koken, Op je kop in de prullenbak, Krassen in het tafelblad en Een hoofd vol macaroni. Deze werden later gebundeld in Het grote boek van Madelief. Voor haar rol in de film werd ze in 2000 genomineerd voor een Young Artist Award in de categorie "Beste Performance in een Internationale Film - Jonge artiest". Verelst is nu docente klassieke talen en Nederlands op enkele middelbare scholen.

## Filmografie
- 1994-1996 - Madelief - Madelief (tv-serie)
- 1998 - Madelief, krassen in het tafelblad - Madelief